# Uromys boeadii
Uromys boeadii — вид гризунів родини мишевих. Відомий лише один екземпляр, зібраний на індонезійському острові Біак. Імовірно, він зустрічається у вологих тропічних лісах. Понад 50 % лісу на Біаку вирубано, що є загрозою для цього та інших видів.